# نسبت‌های خانوادگی
نسبت‌های خانوادگی به نسبت‌هایی گفته میشود که اقوام و خویشان برای نام بردن از هم استفاده میکنند.
نسبت‌های خانوادگی بر دو گونه‌اند. نسبت‌های قومی و نسبت‌های خویشی.

## نسبت‌های قومی
نسبت‌های قومی، نسبت‌های خانوادگی ای هستند که بواسطه زاد و ولد بوجود آمده‌اند. نسبت‌های قومی همیشگی هستند.

## نسبت‌های خویشی
نسبت‌های خویشی، نسبت‌های خانوادگی ای هستند که بواسطه پیوند خویشاوندی (ازدواج) به وجود می آیند. نسبت‌های خویشی با از بین رفتن پیوند خویشاوندی از بین میروند.